# Sint-Bartholomeuskerk (Geraardsbergen)
De Sint-Bartholomeuskerk is een kerk in de Belgische gemeente Geraardsbergen. Ze is toegewijd aan apostel Bartholomeus.

## Bouwgeschiedenis
Oorspronkelijk stond hier de 12e-eeuwse Capelle van Onze Lieve Vrouw ter Maerct. In de 16e eeuw werd ze vergroot en kreeg een gotisch uiterlijk dat sterk lijkt op dat van de kerk anno 2012. De beeldenstormers hielden hier in 1566 huis. Tijdens aanpassings- en herstellingswerken tussen 1580 en 1618 werden de gotiek vervangen door barok terwijl de grote verbouwing (1876-1895) de oorspronkelijke gotische stijl trachtte te herstellen. Het hoge schilddak stamt ook uit die periode.
De Sint-Bartholomeuskerk is een kerk met drie beuken een transept, een koor met kooromgang en straalkapellen. De Sint-Adrianuskapel is de enige die het oorspronkelijke barokke altaar heeft behouden. Adrianus is samen met Bartholomeus patroonheilige van de stad.

## Interieur
De barokke preekstoel is uit 1755 en wordt beschouwd als een der mooiste in België. Hij is van de hand van Gillis de Ville, een kunstenaar uit Geraardsbergen. De beeldengroep onder de preekstoel uit 1770 is van de Bruggeling Petrus Pepers - Christus overhandigt de sleutels aan Petrus.
In de kerk zijn een aantal schilderijen te zien waaronder De marteldood van Sint-Bartholomeus (anoniem) (Vlaamse Meesters in Situ) . Drie zilveren reliekschrijnen waaronder dat van Bartholomeus staan in een van de straalkapellen. De beiaard met 49 klokken speelt om het uur de Rubensmars van Peter Benoit, om het half uur het Loze Vissertje, kwart voor het uur het Reuzenlied en kwart na het uur Er zat een Sneeuwwit vogeltje.

## Galerij

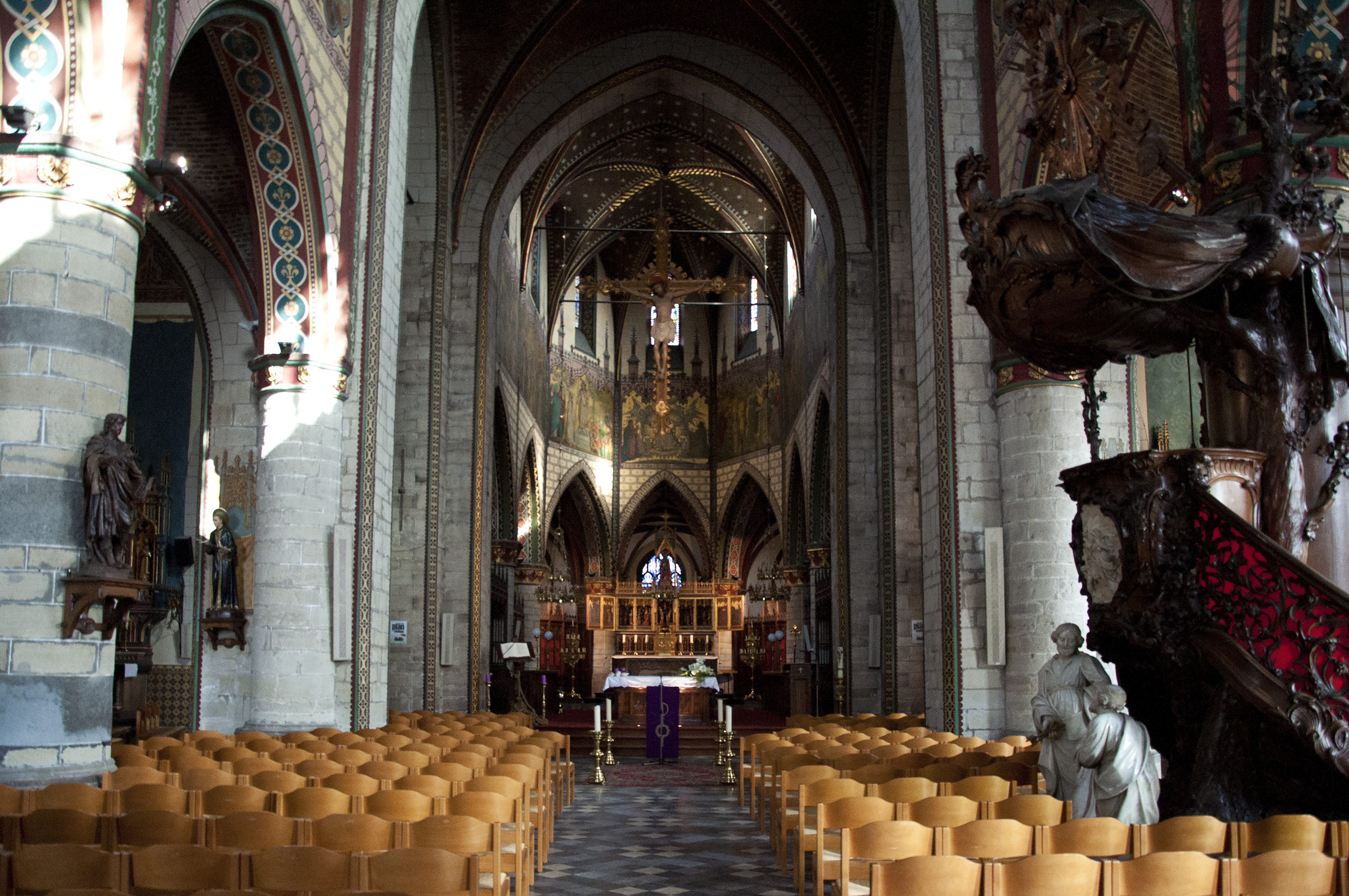
Interieur van de kerk
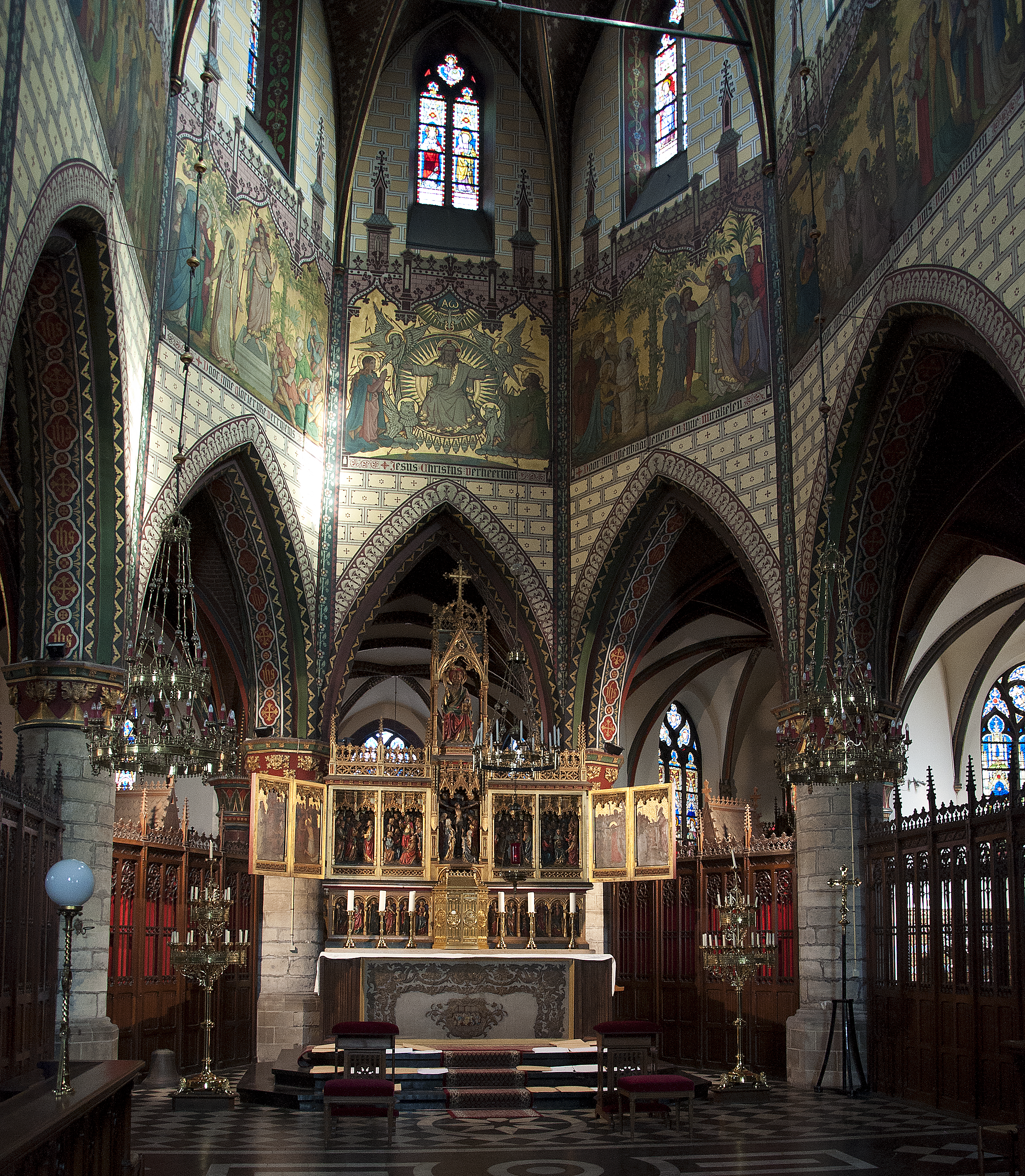
Het hoofdaltaar
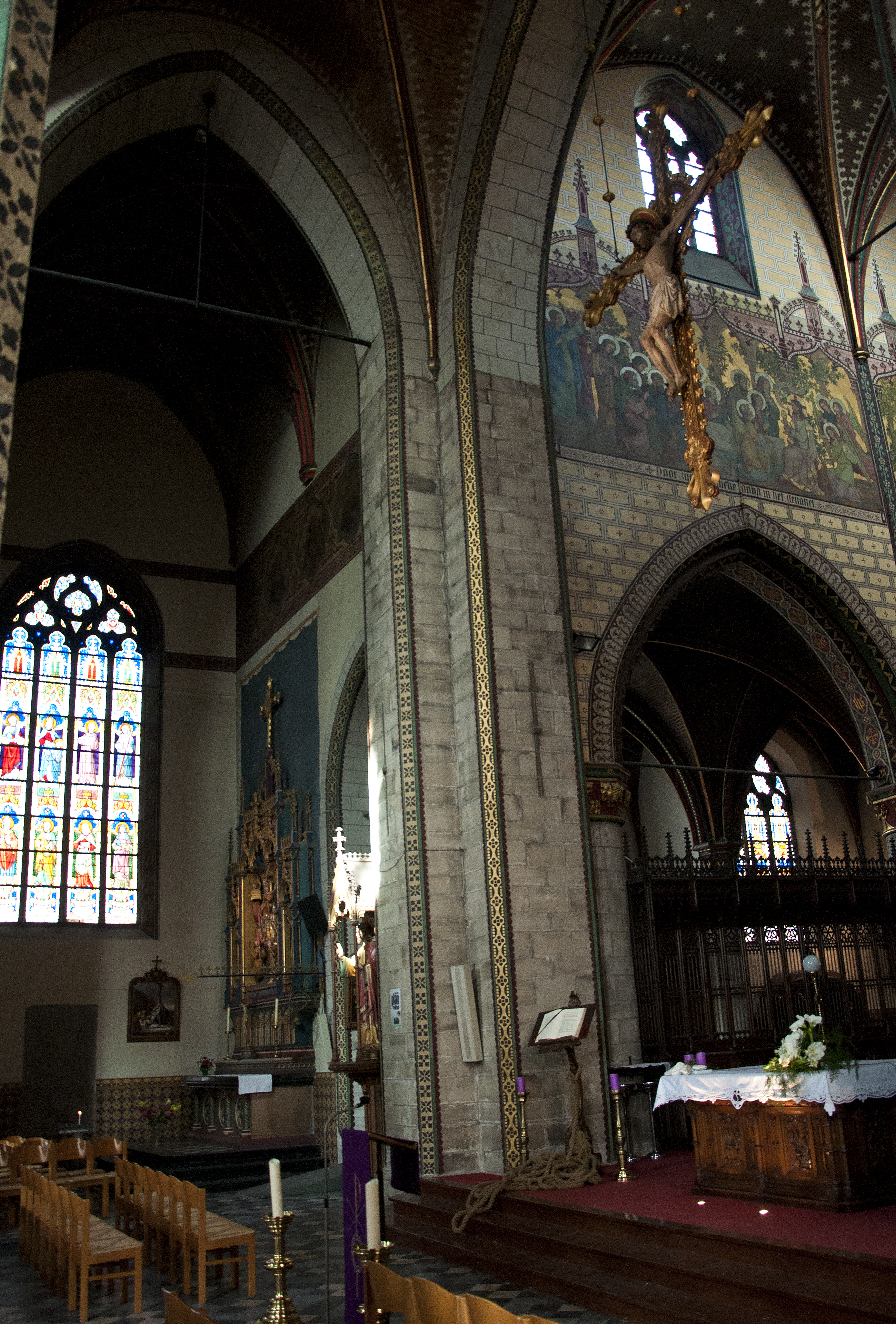
Het linkertransept
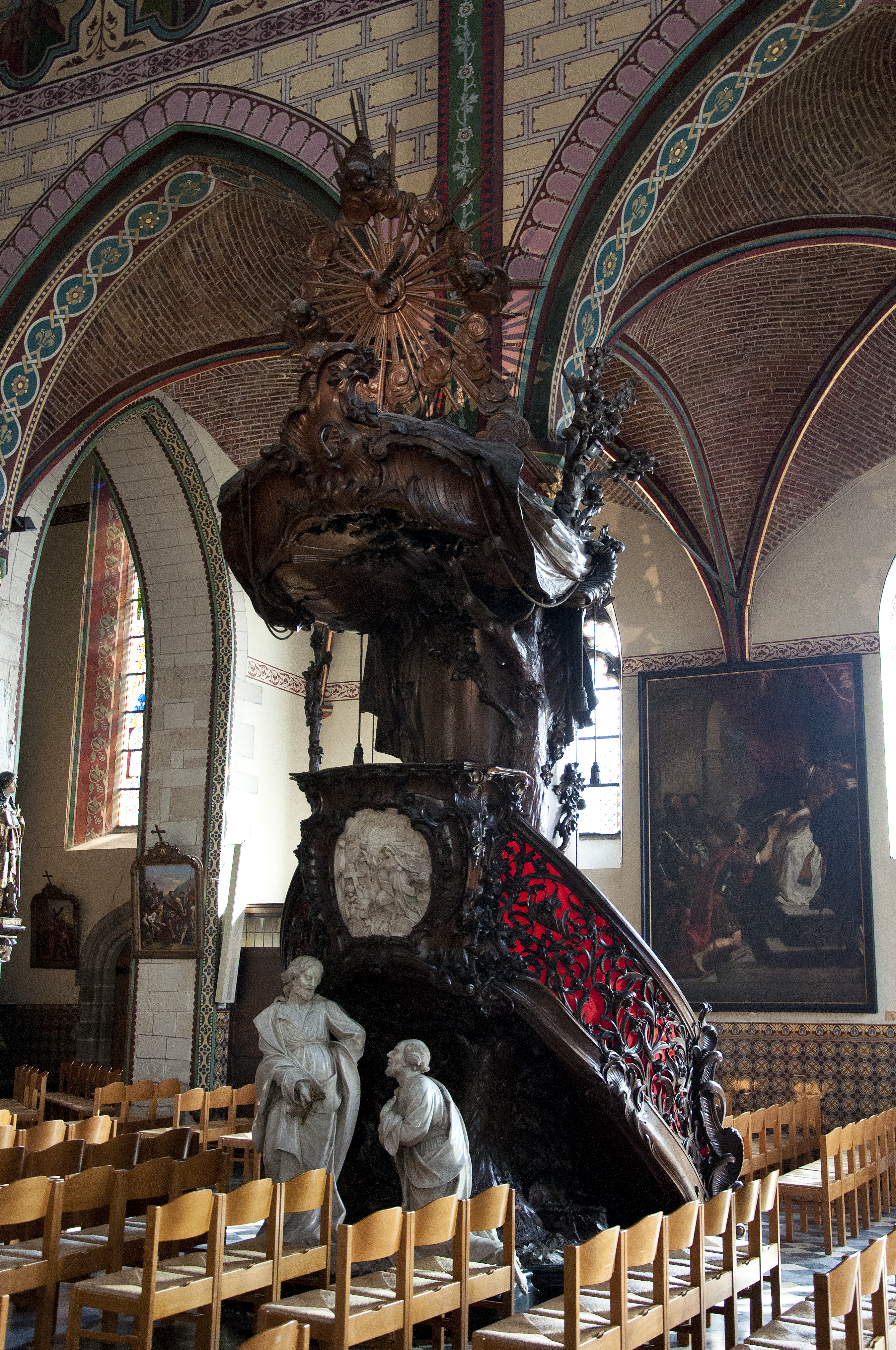
De kansel
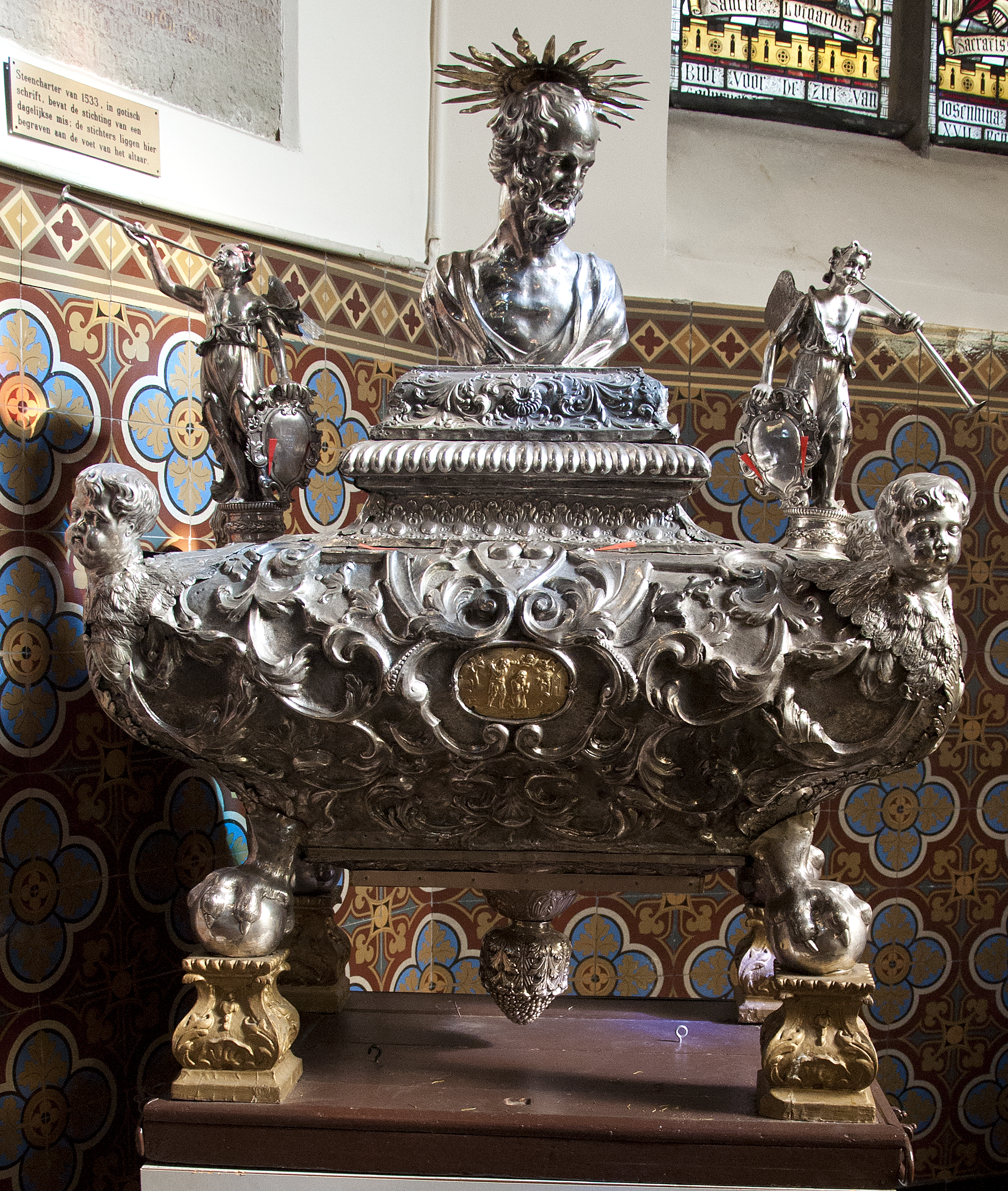
De zilveren reliekhouder van Bartholomeus
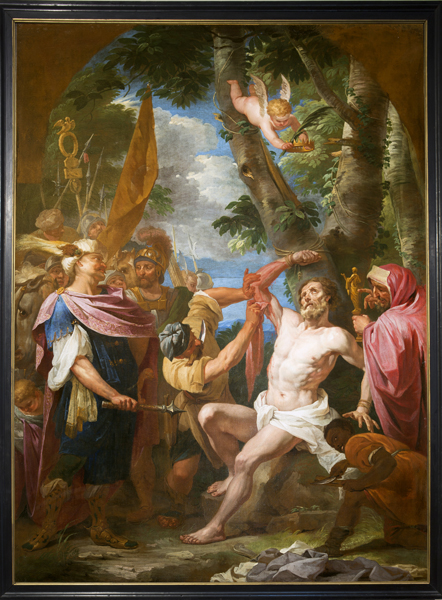
De marteldood van Sint-Bartholomeus (anoniem, vroeger werd gedacht Gaspar de Crayer)

### Orgel
Het orgel in de kerk is van de hand van de plaatselijke orgelbouwer Charles Anneessens. Hij bouwde het instrument in 1889-1890. In 1970 werd een derde manuaal toegevoegd. In 2013-2014 werd het gerestaureerd door de firma's Westenfelder uit Luxemburg en De Munck uit Sint-Niklaas. Het orgel kreeg wijde bekendheid door de ook op video vastgelegde optredens van organist Gert van Hoef. Hieronder volgt de dispositie:
| Hoofdwerk (I)    |        |
| Montre           | 16'    |
| Bourdon          | 16'    |
| Montre           | 8'     |
| Bourdon          | 8'     |
| Violon           | 8'     |
| Flûte Harmonique | 8'     |
| Flûte Octaviante | 4'     |
| Prestant         | 4'     |
| Flûte Quinte     | 2 2/3' |
| Doublette        | 2'     |
| Tierce           | 1 3/5' |
| Fourniture II-IV |        |
| Bombarde         | 16'    |
| Trompette        | 8'     |

| Positief (II) |        |
| Roerfluit     | 8'     |
| Kwintadeen    | 8'     |
| Zwegel        | 4'     |
| Spitsfluit    | 4'     |
| Nachthoorn    | 2'     |
| Nasard        | 2 2/3' |
| Scherp III    |        |
| Kromhoorn     | 8      |

| Zwelwerk (III)  |          |
| Hohlflöte       | 8'       |
| Bourdon         | 8'       |
| Salicional      | 8'       |
| Voix Céleste    | 8'       |
| Flûte Echo      | 4'       |
| Flageolet       | 2'       |
| Larigot         | 1 1/3'   |
| Sesquialter II  |          |
| Trompette       | 8'       |
| Basson-hautbois | 8'       |
| Voix Humaine    | 8' (res) |
| Trémolo         |          |

| Pedaal      |     |
| Sousbasse   | 16' |
| Contrebasse | 16' |
| Flûte Basse | 8'  |
| Violoncelle | 8'  |
| Bombardon   | 16' |
| Tubasson    | 8'  |

| Koppels     |
| III / I 16' |
| I / I 4'    |
| III / I     |
| II / I      |
| I / P       |
| II / P      |
| III / P     |
| II / III    |

## Processie van Plaisance
Ieder jaar vindt er de Processie van Plaisance plaats op 24 augustus, ofwel de zondag nadien. Deze 'leutige ommegang' gaat reeds 500 jaar uit, waar de drie reuzen van Geraardsbergen in de stoet meestappen.